# Primera División (Uruguay) 1946
Die Saison 1946 der Primera División war die 43. Spielzeit (die 15. der professionellen Ära) der höchsten uruguayischen Spielklasse im Fußball der Männer, der Primera División.
Die Primera División bestand in der Meisterschaftssaison des Jahres 1946 aus zehn Vereinen, deren Mannschaften in den insgesamt 90 Meisterschaftsspielen jeweils zweimal aufeinandertrafen. Es fanden 18 Spieltage statt. Die Meisterschaft gewann Nacional Montevideo als Tabellenerster vor Peñarol Montevideo und River Plate Montevideo als Zweitem und Drittem der Saisonabschlusstabelle. Als Tabellenletzter stieg der Club Atlético Progreso ab. Torschützenkönig wurde mit 21 Treffern Atilio García.

## Jahrestabelle
| Pl. | Verein                     | Sp. | S  | U | N  | Tore    | Diff. | Punkte |
| --- | -------------------------- | --- | -- | - | -- | ------- | ----- | ------ |
| 1.  | Nacional Montevideo        | 18  | 15 | 2 | 1  | 063:240 | +39   | 32     |
| 2.  | Peñarol Montevideo (M)     | 18  | 12 | 4 | 2  | 053:210 | +32   | 28     |
| 3.  | River Plate Montevideo     | 18  | 10 | 1 | 7  | 028:210 | +7    | 21     |
| 4.  | Club Atlético Defensor     | 18  | 7  | 4 | 7  | 040:310 | +9    | 18     |
| 5.  | Central                    | 18  | 5  | 6 | 7  | 033:390 | −6    | 16     |
| 6.  | Rampla Juniors             | 18  | 6  | 4 | 8  | 024:370 | −13   | 16     |
| 7.  | Club Sportivo Miramar      | 18  | 4  | 6 | 8  | 024:440 | −20   | 14     |
| 8.  | Liverpool Montevideo       | 18  | 4  | 5 | 9  | 031:380 | −7    | 13     |
| 9.  | Montevideo Wanderers       | 18  | 5  | 3 | 10 | 027:430 | −16   | 13     |
| 10. | Club Atlético Progreso (N) | 18  | 3  | 3 | 12 | 027:520 | −25   | 09     |

| (M) | Meister der vorangegangenen Saison  |
| (N) | Aufsteiger aus der Segunda División |